# Kırıkhanspor
Kırıkhanspor ist ein türkischer Fußballverein aus der Stadt Kırıkhan der südtürkischen Provinz Hatay und wurde hier 1938 gegründet. Ihre Heimspiele bestreitet die Mannschaft im Kırıkhan Şehir Stadyumu. Die Vereinsfarben sind gelb-blau.

## Geschichte

### Gründung und die ersten Jahre
In Kırıkhan begannen nach der französischen Besatzung Hatay die einheimischen Jugendlichen Sportvereine zu gründen. Da die damalige Bevölkerung neben den mehrheitlichen Türken auch aus Arabern und Armeniern zusammensetzen, spielten diese drei Gruppen ohne eine Vereinszugehörigkeit miteinander Fußball.
Am 5. Juli 1938 besuchte der türkische General Şükrü Kanatlı die Stadt und setzte sich mit den Jugendlichen in Verbindung. Nachdem Kanatlı den Wunsch der Jugendlichen nach Mannschaftstrikots und Fußbällen erfüllte, gründeten diese noch im gleichen Jahr den Fußballverein Kırıkhan Gençlik ve Spor Kulübü (dt. Kırıkhan Jugend- und Sportklub). Nach der Vereinsgründung spielte der Verein in den regionalen Amateurliga. Nach der Vereinigung des kurzlebigen Staates Hatay mit der Türkei setzte der Verein seine Tätigkeiten innerhalb des neuen Staates fort.

### Einstieg in den türkischen Profifußball
Nachdem zum Sommer 1980 der türkische Profifußball von bisher drei auf lediglich zwei Profiligen reduziert worden war, wurde 1984 auf Direktive des damaligen Staatspräsidenten Turgut Özal die dritthöchste professionelle Fußballliga, die 3. Lig, mit heutigem Namen TFF 2. Lig, wieder eingeführt. Darüber hinaus wurde verkündet, dass Vereine nach Erfüllung bestimmter Auflagen und Bedingungen eine Ligateilnahme beantragen könne. Um die Stadtentwicklung voranzutreiben, bemühten sich mehrere Stadtnotabeln Kırıkhans darum, die Auflagen zu erfüllen. Nachdem man die Auflagen erfüllt hatte, bestätigte der türkische Fußballverband die Teilnahme. So nahm Kırıkhanspor in der Spielzeit 1984/85 der wiedereingeführten 3. Lig teil. Bereits zur ersten Saison erreichte der Verein die Meisterschaft der 3. Lig und stieg zum ersten Mal in der Vereinsgeschichte in die zweithöchste türkische Spielklasse, damals als 2. Lig bezeichnet, auf. Nachdem der Verein seine ersten vier Drittligaspielzeiten immer Tabellenplätze der oberen Tabellenplätze erreicht hatte, verpasste er in der Drittligasaison 1988/89 den Klassenerhalt und stieg wieder in die regionale Amateurliga ab.
Nach dem Abstieg spielte Kırıkhanspor zwei Spielzeiten lang in der Amateurliga. Im Sommer 1991 stieg der Verein wieder in die 3. Lig auf. Hier spielte man die nächsten drei Jahre und stieg zum Sommer 1994 wieder in die Amateurliga ab.

### Rückkehr in den Profifußball und Neuzeit
Kırıkhan qualifizierte sich am Ende der Spielzeit 2008/09 für die Playoffphase der Amatör Küme, der damals höchsten Spielklasse im türkischen Amateurfußball. In dieser, in Akçaabat durchgeführten, Playoffphase wurden die letzten Aufsteiger für die TFF 3. Lig, der vierthöchsten türkischen Profiliga, ausgespielt. Hier setzte sich Kırıkhanspor im Finale mit 5:3 nach Elfmeterschießen gegen Kayseri Pansu Şekerspor durch und nahm nach fünfzehnjähriger Abstinenz wieder am Profifußball teil.
In die TFF 3. Lig aufgestiegen erhielt der Verein vom türkischen Fußballverband keine Lizenz für sein Heimstadion. So trug der Verein seine Heimspiele für die nächsten zwei Spielzeiten im benachbarten Iskenderun Stadion des 5. Juli aus. In seiner Viertligasaison beendete man die Saison als Tabellenvierter und qualifizierte sich für die Playoffphase der 3. Lig, in welcher die letzten Aufsteiger TFF 2. Lig ermittelt wurden. In der Playoffphase schied der Verein im Halbfinale aus.

## Ligazugehörigkeit
- 2. Liga: -
- 3. Liga: 1984–1989, 1991–1994
- 4. Liga: Seit 2009
- Amateurliga: bis 1984, 1998–1991, 1994–2009

## Ehemalige Trainer (Auswahl)
- Yüksel Aşkın[2]
- Ali Eren Beşerler
- Ali Beykoz
- Muzaffer Özkan[2]
- Ahmet Taşyürek